# Járulékos veszteség
A Járulékos veszteség (eredeti cím: An Acceptable Loss) 2018-ban bemutatott politikai filmthriller, amelyet Joe Chappelle írt és rendezett. A főbb szerepekben Tika Sumpter és Jamie Lee Curtis látható.
Világpremierje 2018. október 13-án volt a Chicagói Nemzetközi Filmfesztiválon. Az Amerikai Egyesült Államokban 2019. január 18-án mutatta be az IFC Films.

## Cselekmény
Elizabeth „Libby” Lamm befejezte megbízatását az Amerikai Egyesült Államok elnökének biztonsági tanácsadójaként, és miután elhagyta a Fehér Házat, berendezkedik egy elegáns lakásban, és az egyetemen a külpolitika tanításának szenteli magát. Annak érdekében, hogy minimálisra csökkentse a korábbi kényes munkájával kapcsolatos zaklatás kockázatát, lemond minden olyan elektronikus eszközről, amelyen keresztül „megzavarhatják”, így nincs telefon (sem vezetékes, sem mobil), se e-mail stb. Az Egyesült Államok alelnökével, Rachel Burke-kel azonban rendszeres baráti és bizalmi kapcsolatot tart fenn.
Egy bizonyos Martin Sali nevű zaklató azonban mégis felbukkan; egy fiatalember, aki mindenhová követi a lányt, míg végül titokban bejut a házába az alagsori tetőablakon keresztül, és mikrofonokat és kamerákat helyez el, kihasználva a lány távollétét azokban az órákban, amikor az egyetemen előadásokat tart.
Egy nap meglepi Libby, amikor betegség miatt korán hazatér, miközben egy régi széfbe zárt kéziratokat próbál megszerezni, Libby pedig fegyverrel a kezében arra kényszeríti, hogy leüljön az ágyra, és elmondja viselkedésének okait. Martin Sali ezután elmeséli, miért érdeklődik iránta, és azzal vádolja, hogy „háborús bűnös”, amiért biztonsági tanácsadóként dolgozott. A szóban forgó, négy évvel ezelőtti ügy egy rakétával szállított, termonukleáris bombával felrobbantott, mintegy 150 ezer lakosú szíriai várost, akik mindannyian meghaltak, hogy ezáltal egy csapásra likvidálják a városban összegyűlt öt legrettegettebb nemzetközi terrorista vezetőt és egy atomtudóst. A döntést természetesen az amerikai elnök hozta meg, miután meghallgatta Libby jelentését, és Burke helyettese meggyőzte a cselekvésről. A művelet természetesen a legszigorúbb állami titoktartás alá tartozott. Martin édesapja, akinek felmenői szíriaiak voltak, rokonokat látogatott meg a szíriai városban, és a bombázás áldozatává vált.
Libby, aki egy ideje már némi bűntudatot érzett, amiért 150 ezer ember halálát okozta (ami akkoriban „elfogadható” járulékos veszteségnek számított, ahogy a film címe is fogalmaz), ráveszi magát, hogy kiadja kézzel írt jegyzeteit, amelyben az egész titkos ügyet megmagyarázza. Átadja azokat Martinnak, akivel titokban távozik (az FBI, gyanút fogva, már szemmel tartotta őket), hogy elvigye őket saját apjához, Philip Lammhoz, egy neves újság szerkesztőjéhez, így jelenlétével maga is kezességet vállal az igazmondásért. A dolgok azonban bonyolódnak; az FBI-t nem lehet becsapni, és az ügy úgy bontakozik ki, hogy mindketten megpróbálják nyilvánosságra hozni a jegyzetek tartalmát, egészen a tragikus befejezésig.

## Szereplők
| Szerep                 | Színész          | Magyar hang        |
| ---------------------- | ---------------- | ------------------ |
| Elizabeth "Libby" Lamm | Tika Sumpter     | Bogdányi Titanilla |
| Rachel Burke           | Jamie Lee Curtis | Kovács Nóra        |
| Martin Sali            | Ben Tavassoli    | Kékesi Gábor       |
| Adrian                 | Jeff Hephner     | Szatmári Attila    |
| Dr. Willa Sipe         | Deanna Dunagan   | Zsolnai Júlia      |
| Jordan                 | Alex Weisman     | Hamvas Dániel      |
| Phillip Lamm           | Clarke Peters    | Maday Gábor        |
| Az elnök               | Rex Linn         | Barbinek Péter     |
| Dee                    | Ali Burch        |                    |

### Magyar változat
- Magyar szöveg: Borsos Dávid
- Felvevő hangmérnök: Darvas Bence
- Hangmérnök és vágó: Hegyessy Ákos
- Gyártásvezető: Mészáros Szilvia
- Szinkronrendező: Berzsenyi Zoltán
- Produkciós vezető: Legény Judit

A szinkront a Laborfilm Szinkronstúdio készítette el.

## A film készítése
Chappelle 2017 januárjában fejezte be az eredetileg The Pages címet viselő forgatókönyv végső változatát. Tika Sumpter, Jamie Lee Curtis és Ben Tavassoli 2017 júniusában kapták meg a főszerepeket. A gyártás nem sokkal később kezdődött meg az Illinois állambeli Chicagóban. A film nagy részét a Northwestern Egyetemen forgatták, Chappelle és Colleen Griffen producer alma materében.

## Bemutató
Az IFC Films 2018 októberében szerezte meg a film forgalmazási jogait. Világpremierje 2018. október 13-án volt a Chicagói Nemzetközi Filmfesztiválon. 2019. január 18-án jelent meg a mozikban.

## Fogadtatás
A Rotten Tomatoes weboldalon 12%-os értékelést kapott 33 kritika alapján, az átlagos értékelése 4,6 pont a 10-ből. A oldal konszenzusa szerint; „Az Elfogadható veszteség egy komoly témát próbál politikai thrillerrel megközelíteni, de végül feláldozza az izgalmakat – és a kielégítő történetet – az egyezkedés során.” A Metacritic oldalán 40 pontot kapott a 100-ból, ami általánosságban „vegyes vagy átlagos értékelést” eredményezett.